# Ендел Лаас
Ендел Лаас (ест. Endel Laas; *29 серпня 1915, Тарту — †1 листопада 2009) — естонський науковець, дослідник лісів, професор.
Лаас спеціалізувався на лісництві та багато років викладав в  Університеті гуманітарних наук. В 1999 році він був нагороджений Орденом Білої зірки третього класу.

## Біографія
Народився 29 серпня 1915 року в Тарту, дев'ята дитина в сім'ї. Його батько був ямником, потім прислужував у чайному домі та володів рестораном. Провів дитинство в маєтку Ківсенталь, з 1930 року жив у Тарту. Закінчив 4-ту початкову школу в 1926 році, навчався з 1930 по 1935 роки в Тартуській чоловічій гімназії. Проходив службу у батальйоні Купер'янова і навчався у військовій школі Тонді. Закінчив відділення лісового господарства Тартуського університету cum laude, з 1940 по 1941 роки працював лісівником на схід від річки Нарва.
Учасник Великої Вітчизняної війни.
Після війни викладав у Тартуському університеті, з 1951 року працював в Естонській академії сільського господарства. З 1976 року – професор. У 1960-1985 роках - декан факультету лісового господарства та відновлення землі в Тартуському державному університеті. У 1990 році заснував студентське товариство «Лівівіка».
Помер 1 листопада 2009 року. Син Енделя Лааса, Ейно-Ендель (нар. 4 липня 1942) також займається науковою діяльністю та викладає в Естонському університеті природничих наук, кавалер Ордену Білої зірки V класу (2016).

## Роботи
- Лаас, Ендель 1987. Дендрологія . Таллінн: Світло. (Перше видання 1967 р.; перевидання з доповненнями та виправленнями 1987 р.)
- Лаас, Ендель 1971. Якби кожен посадив своє дерево. - Академія сільського господарства, 29 квіт.
- Лаас, Ендель 1971. Дерева нагадують. - Академія сільського господарства, 9 лип.

## Визнання
- 1976 — заслужений лісничий Естонської РСР
- 1999 - Орден Білої зірки III ступеня
- 2005 — Почесний громадянин міста Тарту та кавалер Великої зірки Тарту.